# 소방서 옆 경찰서 그리고 국과수
《소방서 옆 경찰서 그리고 국과수》는 2023년 8월 4일부터 2023년 9월 9일까지 방송되었던 SBS 금토 드라마로 전편보다 한층 더 업그레이드된 형태로, 소방서와 경찰서, 그리고 국립과학수사연구원(이하 국과수) 등 삼위일체간의 공조를 통해 사건을 해결해 나가는 이야기를 극화한 장르물이다. 《소방서 옆 경찰서》(2022)의 속편으로 기획한 파트제 드라마이다.

## 제작진

### 제작사
- 스튜디오 S
- 메가몬스터

### 극본
- 민지은 : MBC 드라마 페스티벌 2014 《오래된 안녕》(집필), SBS 특집 드라마 《설련화》(집필), tvN 금토 드라마 《신데렐라와 네명의 기사》(집필), MBC 월화 드라마 《검법남녀》(공동 집필), MBC 월화 드라마 《검법남녀 2》(공동 집필), SBS 금토 드라마 《소방서 옆 경찰서》(집필) 집필

### 연출
- 신경수 : SBS 대하 드라마 《연개소문》(조연출), SBS 수목 드라마 《불한당》(조연출), SBS 일일 드라마 《아내의 유혹》(조연출), SBS 수목 드라마 《크리스마스에 눈이 올까요?》(조연출), SBS 월화 드라마 《나는 전설이다》(조연출), SBS 수목 드라마 《뿌리깊은 나무》(공동 연출), SBS 아침 드라마 《너라서 좋아》(연출), SBS 수목 드라마 《쓰리 데이즈》(공동 연출), SBS 월화 드라마 《육룡이 나르샤》(연출), SBS 월화 드라마 《의문의 일승》(연출), SBS 금토 드라마 《녹두꽃》(연출), SBS 금토 드라마 《소방서 옆 경찰서》(연출) 연출
- 권봉근

## 등장 인물
- (†) 표시는 드라마 상에서 최종적으로 사망한 인물이다.

### 주요 인물
- 김래원: 진호개 역
- 손호준: 봉도진 역(†, 1회~3회, 6회)
- 공승연: 송설 역

### 태원경찰서 사람들
- 서현철: 백참 역
- 강기둥: 공명필 역
- 지우: 봉안나 역 (1회~4회, 11회~12회)
- 백은혜: 우삼순 역 (5회~12회)
- 배강민

### 태원소방서 사람들
- 우미화: 독고순 역
- 정진우: 최기수 역
- 이우제: 하동우 역
- 강서하
- 백인주
- 이지훈

### 국과수 사람들
- 손지윤: 윤홍 역
- 오의식: 강도하 역
- 전성우: 한세진/덱스 역(†, 8회~12회)
- 김혜리
- 전준우: 김준우 역

### 태원종합병원 사람들
- 양종욱: 차재희 역
- 이화정: 한수진 역
- 허지원: 곽경준 역

### 동부지검 사람들
- 조승연: 진철중 역(†)
- 서재규: 염상구 역

### 마태화 주변 인물
- 이도엽: 마태화 역(†)
- 전국환: 마중도 역(†, 시즌 1 마지막회에서 사망)
- 조희봉: 양치영 역(†)

### 그 외 인물
- 유병훈: 문영수 역(†)
- 안지혜: 선열의 아내 역
- 이정헌: 송재준 역

### 회차별 등장 인물

#### 1회
- 김정호: 조일준 역
- 최재환: 최두준 역
- 박서연: 최나리 역

#### 4회
- 윤상화: 양상만 역
- 안길강: 남석구 역

#### 5회
- 황정민: 용순복 역
- 안세빈: 김유정 역

#### 6회
- 미상: 김현서 A 어머니 역
- 김동수: 김수용 역

### 기타 인물
- 이지하: 공주 할머니 역
- 윤주: 김영주 역
- 홍우진: 박용수 역
- 신현실: 경찰을 살해하고 사체에 폭탄을 넣은 협박범 역
- 미상: 중앙지검 검사 역

### 특별 출연
- 최원영: 하영두 역(1회~2회)
- 민성욱: 조직넘버2 역(7회~8회)
- 조덕현: 판사 역(8회)
- 최무성: 석문구 역(9회)
- 황만익: 만능 전파상 역(9회~10회)
- 장현성: 장성재 역(11~12회)

## 시청률
최저 시청률과 최고 시청률은 시청률 조사회사와 지역별로 시청률에 차이가 있을 수 있습니다.
| 2023년 | 2023년   | 2023년         | 2023년       | 2023년 |
| 회차   | 방송일   | 닐슨 시청률    | 닐슨 시청률  |        |
| 회차   | 방송일   | 대한민국(전국) | 서울(수도권) |        |
| ------ | -------- | -------------- | ------------ | ------ |
| 제1회  | 8월 4일  | 7.1%           | 7.5%         |        |
| 제2회  | 8월 5일  | 5.1%           | 5.4%         |        |
| 제3회  | 8월 11일 | 6.5%           | 6.7%         |        |
| 제4회  | 8월 12일 | 6.0%           | 6.1%         |        |
| 제5회  | 8월 18일 | 6.3%           | 6.5%         |        |
| 제6회  | 8월 19일 | 6.1%           | 6.0%         |        |
| 제7회  | 8월 25일 | 6.2%           | 6.5%         |        |
| 제8회  | 8월 26일 | 6.3%           | 6.6%         |        |
| 제9회  | 9월 1일  | 5.5%           | 5.7%         |        |
| 제10회 | 9월 2일  | 6.5%           | 6.4%         |        |
| 제11회 | 9월 8일  | 8.0%           | 7.8%         |        |
| 제12회 | 9월 9일  | 9.3%           | 9.0%         |        |

## 수상 목록
- 2023년 SBS 연기대상 시즌제 드라마 부문 여자 조연상 (손지윤)

## 같이 보기
- 대한민국의 텔레비전 드라마 목록 (ㅅ)
- 2023년 대한민국의 텔레비전 드라마 목록